# ガッコム
株式会社ガッコム（英: Gaccom, inc.）は、東京都港区に本社を置き、学校教育・地域安全情報を提供するウェブサイト「ガッコム」を運営する日本のIT企業である。

## 概要
慶應義塾大学経済学部教授である赤林英夫が2010年に創業した企業で、学校教育情報ポータルサイト「ガッコム」、治安情報サイト「ガッコム安全ナビ」の運営を中心に業務を展開している。理念として、学校や地域の客観的データを公開することで、口コミや評判によらない子どもの学校選択に向けた支援となることを目的としている。

## 沿革
- 2010年 6月 - 東京都港区に株式会社ガッコムを設立
- 2011年 5月 - 学校情報サイト「ガッコム」サービス開始
- 2016年12月 - 治安情報サイト「ガッコム安全ナビ」サービス開始

## 事業
- 全国の幼稚園・保育園・小学校・中学校の情報の整備と提供
- 幼稚園・保育園・小学校・中学校をベースとしたコミュニティサイトサービスの提供
- 学校情報に基づく研究開発・コンサルティングサービスの実施
- 学校情報に基づく社会貢献活動